# Titkos ügynök (film)
A Titkos ügynök (eredeti cím: Secret Agent) 1936-ban bemutatott brit fekete-fehér filmthriller Alfred Hitchcock rendezésében. A forgatókönyv William Somerset Maugham két elbeszélésén alapszik, melyek az Ashenden: Or the British Agent című kötetben jelentek meg.

## Cselekménye
1916. május, London, Anglia.
Az első világháború alatt egy angol katonatiszt (civilben Edgar Brodie nevű író) meghal otthon náthában. Valójában titkos megbízást kap: egy kémet kell megkeresnie és hatástalanítania, aki jelenleg Svájcban van és Konstantinápolyba tart, de azt nem szabad megengedni, hogy oda eljusson. A tiszt az összekötőjével egy svájci falu templomában fog találkozni. Előtte azonban meglepetés éri. Megbízója, az angol titkosszolgálat feje, akinek a nevét sem tudja („R”), egy nőt, Elsa Carringtont küldte előre a hotelbe, mint feleségét. Mindkettejük útlevelében az Ashenden név szerepel. Elsa ég a vágytól, hogy veszélyes akciókban vegyen részt, azonban Ashenden csak a telefon figyelésével bízza meg. Van még egy segítőjük, a nőbolond „tábornok”, aki mexikóinak vallja magát.
Ashenden a szállodai szobájukba való belépéskor egy udvarlót talál a fotelben ülve, az elbűvölő Marvint, akit nem lehet komolyan venni, mert állandóan viccel.
A falusi kirándulás sikertelen: Ashenden és a tábornok már holtan találja a templomi orgonánál az összekötőjüket. Kezében egy férfiruha gombját szorongatja.
Ashenden felesége eközben Marvinnal a kaszinóba megy. Ashenden és a tábornok utánuk mennek. Ashenden véletlenül a gombot leejti a rulettasztalra, és azt felismeri egy németül beszélő férfi. Ashenden és a tábornok  eljátszanak egy színjátékot, ami egy fogadásról szól és a célja az, hogy a férfi elkísérje őket egy veszélyes hegyi kirándulásra. Ashenden a hegyen egy csillagvizsgálóban megáll, és onnan távcsövön figyeli az eseményeket, a tábornok pedig lelöki a férfit a szakadékba. Elsa eközben a férfi idős feleségét látogatja meg, és a német nyelvet gyakorolja vele. Marvin is hamarosan feltűnik, de egy szót sem tud németül. A férfi kutyája igen nyugtalanul viselkedik, folyton az ajtót kaparássza.
Másnap rejtjeles táviratot kapnak: „a célpont téves, keressenek tovább”. Elsát ledöbbenti az események alakulása, csak akkor nyugszik meg kissé, amikor megtudja, hogy nem Ashenden követte el a gyilkosságot.
A tábornok megtudja egy alkalmi nőismerősétől, Lillitől, hogy a helyi csokigyár egyúttal a német kémek „postahivatala”, ezért meglátogatják a „Mochard” csokoládégyárat. A tábornok észreveszi, hogy az egyik munkás lefirkant valamit egy cédulára, és a futószalagon tovább haladó egyik  csokoládés doboz mellé helyezi.  A tábornok megpróbálja követni a cédula útját, de az eltűnik egy szűk nyílásban, ami mögött valaki felveszi és elolvassa: „Két angol kém van itt, telefonálj névtelenül a rendőrségre.” Hamarosan megérkezik a rendőrség néhány tagja egy nyitott személyautón, így Ashendennek és a tábornoknak menekülnie kell.  A tábornok, amikor meglátja a rendőröket, úgy tesz, mintha rosszul lenne, Ashenden pedig megnyomja a tűzjelző gombját, így az összes munkás (többségük nő) sietve elindul kifelé, így a rendőrök nem tudnak a közelükbe jutni. Egy férfi  siet Ashendenék segítségére, aki megmutatja, merre menjenek, így kijutnak a gyárból.
Elsa eközben búcsúüzenetet hagy Ashendennek és el akar utazni, mert rájött, hogy nem bírja ezt a munkát, pedig közben megszerette Ashendent.
A kijelentkezéskor Elsa észreveszi, hogy Marvin is elutazik. Amikor megkérdezi, hova, Görögországot jelöli meg úticélként. Elsa kéri, hadd mehessen vele, mert neki mindegy, hova megy. Ashenden felhívja a szállodát, ahol a portás elmondja neki, hogy a felesége kiment a pályaudvarra Marvinnal. Ashenden és a tábornok azt hiszik, Elsa rájött valamire, ezért ők is oda mennek.
Henderson angol ezredes („R”) egy gőzfürdőben fogadja egyik beosztott tisztjét, aki egy térképet hoz neki. Megállapítják, hogy Görögország és Törökország határai igen közel vannak egymáshoz, a kémeknek addig kell cselekedniük, amíg a vonat nem ér Törökországba. Henderson biztosra akar menni, ezért kéri, hogy beszélhessen a légierővel. A tiszt szerint ez veszélyezteti a kémek életét, de Hendersont ez láthatóan nem foglalkoztatja.
Ashenden és a tábornok egy vasútállomáson a tömeggel együtt arra várakozik, hogy felszállhasson a vonatra. A tábornok még vesztegetésre is kész, de a katona, akinek pénzt adott, nem engedi be őket a vonathoz. A Thesszaloniki – Athènes feliratú vonat mellett Ashenden észreveszi Elsát, és magához szólítja. Elsa örül a találkozásnak és elmondja magánjellegű indítékait. Amikor Ashenden rákérdez, hogyan jött rá Elsa, hogy Marvin az emberük, Elsa nem érti a dolgot. Rájönnek, hogy Marvin nem erre a vonatra, hanem a Konstantinápolyba tartó vonatra fog felszállni (ami az angolok számára ellenséges terület), ezért ők is oda mennek. Marvin valóban fent van a vonaton. Elsa nem hiszi, hogy Marvin, a kedves, bolondos ember kém lenne. A tábornok és Ashenden felszállnak a vonatra, de Elsa is felszáll. Elsa próbálja lebeszélni Ashendent arról, amire készülnek, Ashenden azonban azt mondja, hogy ez a munkája és kötelessége. Elsa azt mondja, hogy lebuktatja őket a török katonák előtt, de amikor a vonat három akasztófa mellett halad el, amin holttestek himbálóznak, meggondolja a dolgot.
Marvin észreveszi Elsát, és a kabinjába hívja. A két férfit nem veszi észre. Útközben egy német tiszttel németül beszél, aki tiszteleg neki. Marvin a kabinjában egy pisztolyt vesz elő, és közli, hogy nem bízik a nőben. Miközben Marvin pisztolyt szegezve beszél Elsához, Ashenden és a tábornok megindulnak feléjük. Elsa azt mondja Marvinnak, hogy már régóta vonzódik hozzá, a férfi erre elteszi a pisztolyt. Nemsokára három duplaszárnyas repülőgép tűnik fel közvetlenül a vonat fölött, és géppuskatüzet zúdítanak rá. Ashenden és a tábornok odaérnek Marvin fülkéjéhez és beszélgetni kezdenek a svájci dolgokról. Marvin tisztában van vele, hogy meg akarják ölni, és ez ellen nem tesz semmit. A tábornok azt javasolja, hogy ezt a munkát bízzák rá (és előhúz egy nagy kést), és ők ketten menjenek ki. Elsa azonban váratlanul magához ragadja Marvin elrakott pisztolyát. Számára csak egy a fontos, a tiszta lelkiismeret, nem számít neki sem a Marvin, sem több ezer angol katona élete.
Ebben a pillanatban egy bomba hullik a mozdony elé, ami azonnal kisiklik a vonattal együtt. Mindannyian megsérülnek az összeroncsolódott kocsikban. Ashenden Marvin nyaka felé nyújtja a kezét, de visszahúzza. Marvin beszorult a roncsok közé és azt mondja, hogy nem akar szenvedni, ezért a tábornok egy pisztolyt tesz elé, azonban Marvin őt lövi le, majd meghal, nemsokára a tábornok is.
Ezután zene kíséretében az angol hadsereg katonái láthatók haladás közben (például teveháton), és újságcikkek főcímei villannak fel, amik az angolok előrenyomulásáról, az ellenség visszavonulásáról és győzelemről adnak híreket.
Henderson angol ezredes („R”) angol tisztekkel ráz kezet az irodájában, amikor észrevesz egy képeslapot: „Épségben hazatértünk, de ezt soha többé. Ashenden és neje.”

## Szereplők
| Szerep                               | Színész                | Magyar hangja (1. szinkron, 1991) |
| ------------------------------------ | ---------------------- | --------------------------------- |
| Edgar Brodie / Richard Ashenden      | John Gielgud           | Faragó József                     |
| Tábornok                             | Peter Lorre            | Csuja Imre                        |
| Elsa Carrington                      | Madeleine Carroll      | Jani Ildikó                       |
| Robert Marvin                        | Robert Young           | Kocsis György                     |
| Mr. Caypor                           | Percy Marmont          | Izsóf Vilmos                      |
| Mrs. Caypor                          | Florence Kahn          | Kassai Ilona                      |
| „R”                                  | Charles Carson         | Dobránszky Zoltán                 |
| Lilli, a tábornok alkalmi nőismerőse | Lilli Palmer           | Dudás Eszter                      |
| Karl, Lilli vőlegénye                | Howard Marion-Crawford | Győri Péter                       |
| (névtelen)                           | Michael Redgrave       | N/A                               |

## Forgatási helyszínek
- Frutigen, Bern  kanton, Svájc
- London, Nagy-Britannia

## Fordítás
Ez a szócikk részben vagy egészben  a   Secret Agent (1936 film) című angol Wikipédia-szócikk fordításán alapul.  Az eredeti cikk szerkesztőit annak laptörténete sorolja fel. Ez a jelzés csupán a megfogalmazás eredetét és a szerzői jogokat jelzi, nem szolgál a cikkben szereplő információk forrásmegjelöléseként.